# Ecitoxenidia brevipes
Ecitoxenidia brevipes är en skalbaggsart som först beskrevs av Charles Thomas Brues 1902.  Ecitoxenidia brevipes ingår i släktet Ecitoxenidia och familjen kortvingar. Inga underarter finns listade i Catalogue of Life.